# Tasmanmoorente

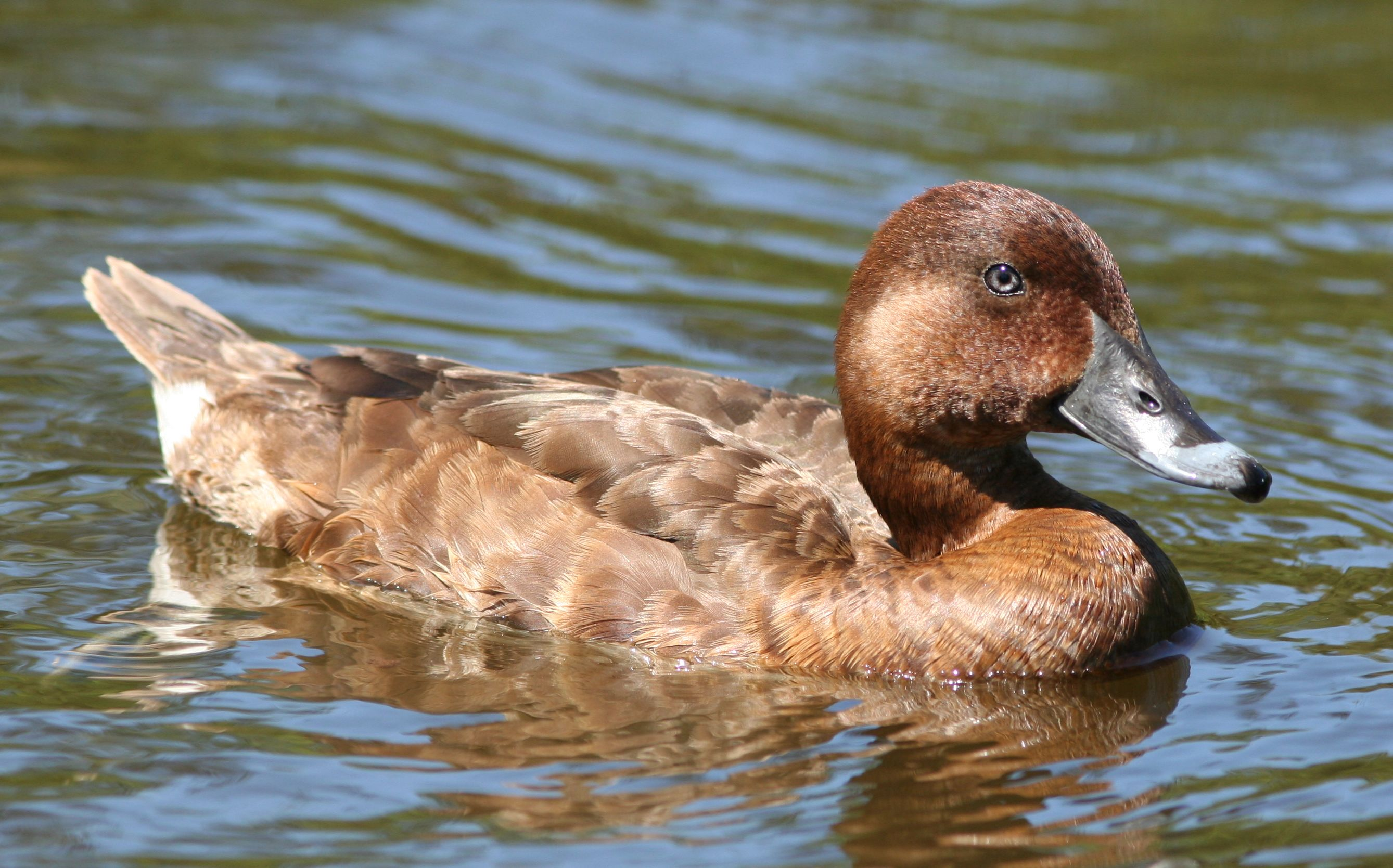
Weibchen der Tasmanmoorente mit braunen Augen

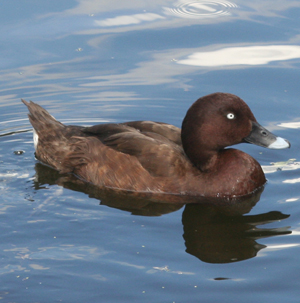
Männchen mit deutlich erkennbaren hellen Augen und auffälliger Schnabelbinde

Die Tasmanmoorente (Aythya australis) oder Australische Moorente ist die einzige Tauchente Australiens. Sie kommt auf dem gesamten australischen Kontinent vor. Auf Tasmanien ist sie jedoch nur selten zu beobachten. In ihrer Gefiederfärbung erinnert sie an die europäische Moorente. Sie ist allerdings etwas größer und das Gefieder ist weniger einheitlich braun.
Die IUCN stuft die Tasmanmoorente als nicht gefährdet (least concern) ein. Der Bestand wird auf 100.000 bis 1 Million geschlechtsreifer Individuen geschätzt. In Australien zählt diese Art zum Federwild.

## Merkmale

### Erscheinungsbild ausgewachsener Tasmanmoorenten
Im Verhältnis zu anderen Enten sind Tasmanmoorenten sehr kleine Vögel. Sie haben in der Regel eine Körperlänge von etwa 45 Zentimetern. Die Variationsbreite der Körpergröße ist allerdings sehr groß und beträgt 42 bis 59 Zentimeter. Die Flügelspannweite beträgt 65 bis 70 Zentimeter. Das Gewicht variiert zwischen 800 und 900 Gramm. In ihrer Körperform sind sie auffallend rundlich. Tasmanmoorenten zeichnen sich durch keinen ausgeprägten Geschlechtsdimorphismus aus. Die Geschlechter können jedoch an der Augenfarbe unterschieden werden. Beim Männchen ist die Iris weiß, während das Weibchen eine braune Iris hat. Im Flug ist die Tasmanmoorente an der weißen Flügelunterseite sowie am hellen Bauch gut von anderen Entenvögeln zu unterscheiden.
Im Prachtkleid hat das Männchen ein leuchtend rotbraunes Gefieder. An Kopf und Brust ist das Gefieder fast glänzend. Die Flanken, der Rücken und der Schwanz sind von einem etwas dunkleren Rotbraun. Die Schwanzunterdecke und der Unterbauch sind weiß. Die Flügelseite ist weiß mit einer schmalen braunen Begrenzung. Der Schnabel ist dunkelgrau und weist kurz vor dem Nagel ein auffälliges graublaues Band auf. Das Ruhekleid entspricht dem Kleid des Weibchens. Dieses ähnelt sehr dem Männchen, hat aber eine insgesamt dumpfere Gefiederfärbung. Die Schnabelfärbung entspricht dem Männchen, ist aber insgesamt etwas weniger auffällig.
Tasmanmoorenten durchlaufen eine Vollmauser, sobald die Brut abgeschlossen ist.

### Erscheinungsbild von Küken und Jungvögeln
Noch nicht ausgewachsene Tasmanmoorenten weisen ein dem Weibchen ähnliches Federkleid auf. Sie sind insgesamt aber etwas blasser. An Kinn und Kehle ist diese insgesamt blassere Gefiederfärbung besonders auffällig. Die Iris ist bei ihnen noch haselbraun. Der Schnabel ist noch durchgehend dunkel bleigrau. Die Ausbildung der hellen Schnabelbinde beginnt im 5. bis 6. Monat. Auf der Körperunterseite sind sie stärker gefleckt. Eine sichere Unterscheidung von Jungvögeln und ausgewachsenen Weibchen ist nur in der Hand möglich, d. h. wenn sie beispielsweise zur Beringung eingefangen und ihre Federn und ihr Gewicht nachgemessen werden.
Die Küken sind an der Körperoberseite dunkelbraun. Das Gesicht ist hell strohgelb und weist keine auffälligen Farbflecken auf. An den Flügeln finden sich breite gelbe Streifen. Am Rumpf befinden sich zwei blassgelbe Farbflecken.

## Verbreitung, Lebensraum und Bestand
Die Tasmanmoorente hat ein Verbreitungsgebiet, das normalerweise auf Australien und Tasmanien begrenzt ist. Es wird allerdings nicht ausgeschlossen, dass die Tasmanmoorente vor der Besiedelung Neuseelands durch Europäer dort zu den regelmäßigen Brutvögeln zählte. Charakteristisch für Tasmanmoorenten ist es, dass umherziehende Moorenten Überschwemmungsgebiete kurzfristig besiedeln und bei ihrem Austrocknen auch ebenso schnell verlassen. In Jahren, in denen reiche Niederschläge einen hohen Populationszuwachs bewirken, findet eine sehr weit reichende Verbreitung statt. Tasmanmoorenten wandern dann auch über weite Strecken ab und erreichen dann gelegentlich Neuguinea, Neuseeland und andere Inseln des Pazifiks. Sie brüten dort gelegentlich auch. Zu einer langfristigen Ansiedlung ist es nach solchen Besiedelungen bis jetzt jedoch nicht gekommen. Auf Neuseeland war die Tasmanmoorente häufig, als sie durch Europäer erstmals beobachtet wurde. Die Māori haben in ihrer Sprache eine Bezeichnung für diese Vogelart, was ebenfalls darauf hinweist, dass sie früher in Neuseeland häufiger war.
Als Lebensraum besiedeln Tasmanmoorenten Feuchtgebiete mit tiefen Gewässern, deren Boden ein reiches Nahrungsangebot bietet. In Salzmarschen sind sie selten, aber gelegentlich finden sie sich auch in Frischwasserlagunen im Küstengebiet ein, besiedeln Salzseen, Mangrovensümpfe und Brackwasser. Sie sind selten an Land zu beobachten und baumen niemals auf.
Die Populationszahlen der Tasmanmoorente sind nur schwer zu ermitteln. Bestandszahlen für den gesamten Kontinent fehlen. Zwischen 1983 und 1992 wurde jedoch mit Luftaufnahmen die Populationsgröße für ein großes Gebiet in Ostaustralien ermittelt. In diesem Gebiet wurde ein durchschnittlicher Bestand von 170.000 Individuen ermittelt. In der Spitze wurden bis zu 620.000 Individuen gezählt. Grundsätzlich geht man davon aus, dass die Bestandszahlen stark fluktuieren und ähnlich wie bei der Affengans nach Zeiten mit reichlich Regenfall groß sind.

## Nahrung und Nahrungssuche
Wie andere Tauchenten auch, suchen Tasmanmoorenten ihre Nahrung während Tauchgängen und bleiben dann gelegentlich bis zu einer Minute unter Wasser. Sie sind so geschickte Taucher, dass sie beim Eintauchen kaum Wellen auf der Wasseroberfläche verursachen. Unter Wasser bewegen sie sich mit Hilfe ihrer großen Füße fort. Ihre Nahrung finden sie, indem sie mit ihrem Schnabel den Bodengrund durchsuchen. Daneben findet auch ein Gründeln und Seihen statt. Tasmanmoorenten ernähren sich überwiegend von Wasserkleinlebewesen und fressen nur gelegentlich auch Wasserpflanzen. Eine Nahrungssuche auf Grasland und anderen Agrarflächen findet nur sehr selten statt.

## Fortpflanzung

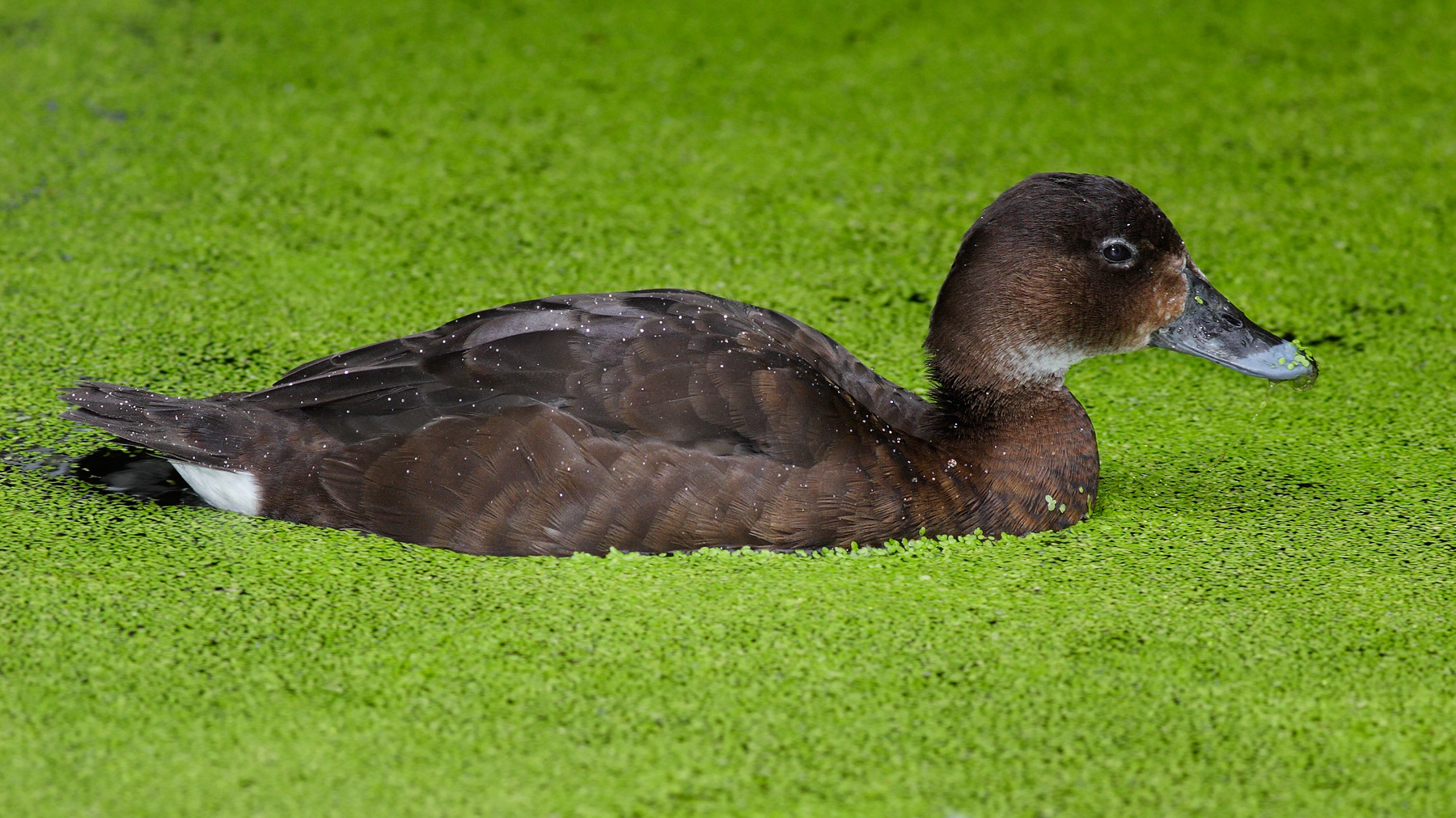
Weibchen

Es liegen bislang keine detaillierten Studien über das Fortpflanzungsverhalten der Tasmanmoorente vor. Es scheint sich bei ihr um einen Einzelbrüter zu handeln, der das Nest in unmittelbarer Gewässernähe in dichter Vegetation errichtet. Die Nester sind kompakte Bauten mit einer tiefen Nestmulde und oft einer laubenartigen Überdachung.
Die australische Brutzeit steht nicht genau fest, scheint aber in den Zeitraum August bis Dezember zu fallen. Es gibt aber ausreichend Hinweise, dass eine intensive Fortpflanzungszeit nach großen Regenfällen einsetzt, wenn im Inneren Australiens viel Land überschwemmt ist. Im nordöstlichen New South Wales werden Bruten regelmäßig im Januar und Februar beobachtet, weiter im Inland von New South Wales dagegen überwiegend im Zeitraum September bis Dezember.
Es brütet allein das Weibchen, das auch alleine die Küken führt. Die Eier sind elliptisch. Die Schale ist glänzend und cremeweiß. Die Eier sind die größten, die bislang bei weißäugigen Enten festgestellt wurden. Sie haben durchschnittlich eine Größe von 57 × 42 Millimeter. Nach jetzigen Erkenntnissen umfasst ein Vollgelege neun bis dreizehn Eier. Größere Gelege sind darauf zurückzuführen, dass mehrere Weibchen in ein Gelege legen. Auch Mähnenenten legen gelegentlich ihre Eier in die Nester von Tasmanmoorenten. Die Inkubationszeit ist in freier Wildbahn nicht hinreichend untersucht, beträgt aber mutmaßlich 25 Tage. In menschlicher Obhut gezogene Küken wiegen nach dem Schlüpfen 29,5 Gramm.

## Haltung in Europa
Die Tasmanmoorente ist erst sehr spät nach Europa importiert wurden. Europäischer Ersthalter war vermutlich der britische Wildfowl Trust, der 1959 3 Paare aus Australien erhielt und damit eine Nachzucht begründete. Aus dieser Nachzucht ging der europäische Zoobestand hervor. Ab 1966 hielt beispielsweise der Tierpark Berlin Tasmanmoorenten. Da diese Tauchentenart ein wenig spektakuläres Gefieder und eine große Ähnlichkeit mit der europäischen Moorente aufweiset, wurde sie nie zu einem populären Ziergeflügel. Auch der Bestand in den europäischen Zoos ist bis heute nur gering. Trotz ihrer subtropischen Heimat gelten Tasmanmoorenten als wenig kälteempfindlich und werden wie die europäischen Moorenten gehalten.